# Ван дер Линден, Рене
Рене ван дер Линден (нидерл. Pierre René Hubert Marie van der Linden, 14 декабря 1943 года, Гюлпен-Виттем) — нидерландский политик, представитель христианских демократов; председатель ПАСЕ с 2005 по 2008 г.
По предложению ван дер Линдена выработана и принята Резолюция ПАСЕ № 1481, осуждающая преступления тоталитарных коммунистических режимов.

## Биография
Политическую карьеру начал в Молодежной политической организация Католической народной партии Нидерландов (нидерл. KVP-jongerenorganisatie).
Окончил экономический факультет Тилбургского университета. С 1971 года по 1973 год — сотрудник Дирекции международных экономических отношений Министерства сельского хозяйства и рыболовства Нидерландов. С 1973 года по январь 1977 года — сотрудник Кабинета Европейского комиссара по вопросам сельского хозяйства и рыболовства Пьера Лардинуа, а с января по июнь 1977 года Кабинета Европейского комиссара Вределинга в Брюсселе (Бельгия).
С 8 июня 1977 года по 14 июля 1986 года и с 29 ноября 1988 года по 19 мая 1998 года — член Палаты представителей Генеральных штатов Нидерландов.
В 1986—1988 годах — Статс-секретарь Нидерландов по иностранным делам (отвечал за вопросы европейской интеграции).
С 8 июня 1999 года по 9 июня 2015 года — сенатор Генеральных штатов Нидерландов, а в 2009—2011 годах — председатель Сената.
С 2005 по 2008 год — председатель Парламентской ассамблеи Совета Европы.

## Награды
- Германия: Командорский крест ордена «За заслуги перед Федеративной Республикой Германия» (1986 год)
- Люксембург: Командор ордена Дубовой короны (18 апреля 1988 года)
- Нидерланды: Кавалер ордена Нидерландского льва (21 декабря 1988 года)
- Испания: Командор ордена Изабеллы Католички (10 декабря 1990 года)
- Нидерланды: Кавалер ордена Оранских-Нассау (18 мая 1998 года)
- Ватикан: Кавалер ордена Святого Гроба Господнего Иерусалимского (20 октября 2003 года)
- Ватикан: Кавалер ордена Святого Григория Великого (20 октября 2003 года)
- Филиппины: Президентская медаль «За заслуги» (30 января 2005 года)
- Италия: Великий офицер ордена «За заслуги перед Итальянской Республикой» (15 сентября 2005 года)
- Польша: Офицер ордена Возрождения Польши (30 апреля 2006 года)
- Сан-Марино: Кавалер Большого креста ордена Святого Марина (2006 год)
- Нидерланды: Командор ордена Оранских-Нассау (3 сентября 2007 года)
- Франция: Командор ордена Почётного легиона (ноябрь 2007 года)
- Дания: Командор 1-го класса ордена Данеброг (19 августа 2009 года)
- Бельгия: Великий офицер ордена Леопольда II (21 января 2011 года)
- Турция: Кавалер ордена Республики (14 февраля 2013 года)[1]
- Азербайджан: Орден «Дружба» (13 декабря 2013 года) — за особые заслуги в развитии связей дружбы и сотрудничества между Азербайджанской Республикой и Королевством Нидерландов[2]
- Румыния: Великий офицер ордена «За заслуги» (2020 год)[3]
- Почётный гражданин города Нафплион
- Почётный гражданин города Льежа
- Почётный Президент Парламентской ассамблеи Совета Европы